# Panagiotis Mantis
Panagiotis Mantis (griechisch Παναγιώτης Μάντης; * 30. September 1981 in Athen) ist ein griechischer Segler.

## Erfolge
Panagiotis Mantis nahm in der 470er Jolle an den Olympischen Spielen 2016 in Rio de Janeiro teil. Gemeinsam mit Pavlos Kagialis belegte er mit 58 Punkten den dritten Platz hinter dem kroatischen und dem australischen Boot und gewann damit die Bronzemedaille. Zwar waren sie punktgleich mit Mathew Belcher und William Ryan, beendeten das bei Punktgleichheit entscheidende, abschließende medal race als Zehnte jedoch direkt hinter den beiden neuntplatzierten Australiern. Bei Weltmeisterschaften gewannen Mantis und Kagialis bereits 2013 in La Rochelle und 2014 in Santander jeweils die Bronzemedaille.
2021 belegte Mantis bei den Olympischen Sommerspielen 2020 in Tokio zusammen mit Pavlos Kagialis in der Kategorie 470er Jolle den 8. Platz.